# Flurgönder

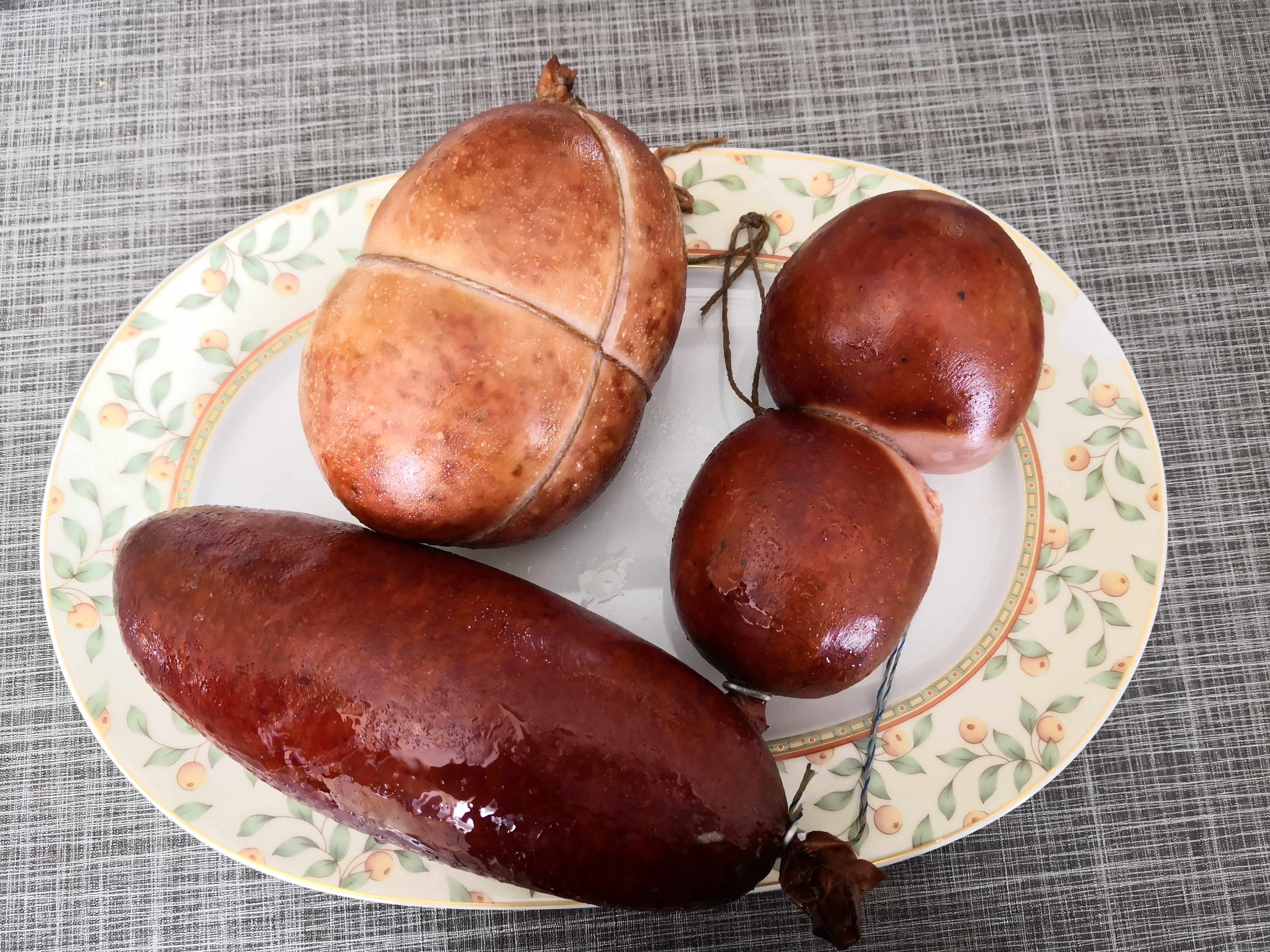
Flurgönder von drei verschiedenen Metzgern nach dem Garen.

Ein Flurgönder (auch kurz Gönder sowie mundartlich Schwoarte-Gönder) ist eine Wurstspezialität aus dem Fuldaer Land. Es handelt sich um einen rohen, geräucherten Schwartenmagen in Blasenform, der gegart und zusammen mit Bandnudeln serviert wird.
Er heißt deshalb „Flurgönder“, weil er insbesondere nach den im katholischen Fuldaer Land und der Rhön zu Christi Himmelfahrt und Fronleichnam stattfindenden Prozessionen durch „Feld und Flur“ serviert wird. Da auch die Hausfrauen wallen wollten, musste ein Mittagessen erfunden werden, das sich von alleine kocht. „Gönder“ ist eine mundartliche Bezeichnung für einen rohen, geräucherten Schwartenmagen. 
Der Flurgönder soll „pro Zentimeter Durchmesser zehn Minuten im heißen, aber nicht kochenden Wasser“ ziehen und wird mit Nudeln, meist mit Semmelbröseln, einem grünen Salat oder Apfelbrei serviert.